# أفيلا
أفيلا، (بالإنجليزية: Avella)، هي مدينة، و(بلدية) مقاطعة أفيلينو، كامبانيا، جنوب إيطاليا.

## السكان
تطور النمو السكاني لـ أفيلا